# Noah Chilvers
Noah Christopher Chilvers (Chelmsford, 22 febbraio 2001) è un calciatore inglese, centrocampista del Ross County.

## Carriera
Dopo aver giocato nei settori giovanili di Chelmsford City e Colchester Utd ha esordito tra i professionisti all'età di 18 anni con quest'ultimo club subentrando dalla panchina a Samuel Szmodics nei minuti finali della partita della quarta divisione inglese vinta dalla sua squadra per 3-0 in casa contro i gallesi del Newport County; nel prosieguo della stagione, oltre a varie convocazioni in panchina, gioca anche una seconda partita di campionato; nella stagione 2019-2020, dopo 2 presenze ad inizio stagione nel Football League Trophy viene invece ceduto in prestito inizialmente per un mese e successivamente per l'intera annata al Bath City, club di sesta divisione, categoria in cui nonostante la prematura interruzione del torneo per via della pandemia di Covid-19 gioca 21 partite, segnando anche 2 reti, la prima delle quali il 2 novembre 2019 nella vittoria per 3-1 sul campo dei londinesi del Dulwich Hamlet.
Rientrato al Colchester United, continua a giocare nella quarta divisione inglese: è infatti in questa categoria che il 26 settembre 2020 realizza la sua prima rete con il club, nell'1-1 casalingo contro il Barrow; di fatto, non ancora ventenne, si impone stabilmente nella formazione titolare degli U's, con cui segna 2 reti in 44 partite di campionato ed una rete in complessive 5 presenze nelle varie coppe nazionali inglesi. Nelle stagioni 2021-2022 e 2022-2023 oltre a mantenere la titolarità (gioca infatti 80 delle 92 partite di campionato in programma nell'arco di questo biennio, oltre a complessive 13 partite nelle coppe nazionali) trova anche una buona vena realizzativa, andando in rete rispettivamente per 8 e 9 volte, sempre in campionato. Pur segnando meno (4 reti, ancora una volta tutte in campionato), è titolare fisso anche nella stagione 2023-2024, in cui oltre a raccogliere 6 presenze nelle coppe nazionali gioca tutte e 46 le partite di campionato in programma.
Nell'estate del 2024, dopo un totale di 198 presenze e 24 reti fra tutte le competizioni ufficiali, il Colchester United lo cede a titolo definitivo al Ross County, club della prima divisione scozzese, con cui Chilvers firma un contratto triennale, trascorrendo poi la stagione 2024-2025 da titolare (30 presenze e 3 reti) in questo nuovo campionato, che il club conclude al penultimo posto in classifica e con una retrocessione in seconda divisione dopo i play-out persi contro il Livingston.